# Mudi
Le Mudi est une race de chiens de troupeau d'origine hongroise.
Il s'agit d'un chien très dynamique destiné au travail sur troupeaux ovins ou bovins. Il excelle dans toutes les disciplines sportives : "agility", obé rythmée, course, pistage... Il a besoin qu'on lui donne du temps pour le laisser travailler. Comme tous les chiens de bergers, il s'épanouit en travaillant et en faisant plaisir à son maître. Il est capable de s'adapter à la vie en appartement si vous pouvez lui donner de votre temps et l'activité quotidienne dont il a besoin. En maison, il supportera mal de n'avoir que le jardin pour se dépenser si son maître ne lui donne pas d'activité.